# Pizzo Canciano

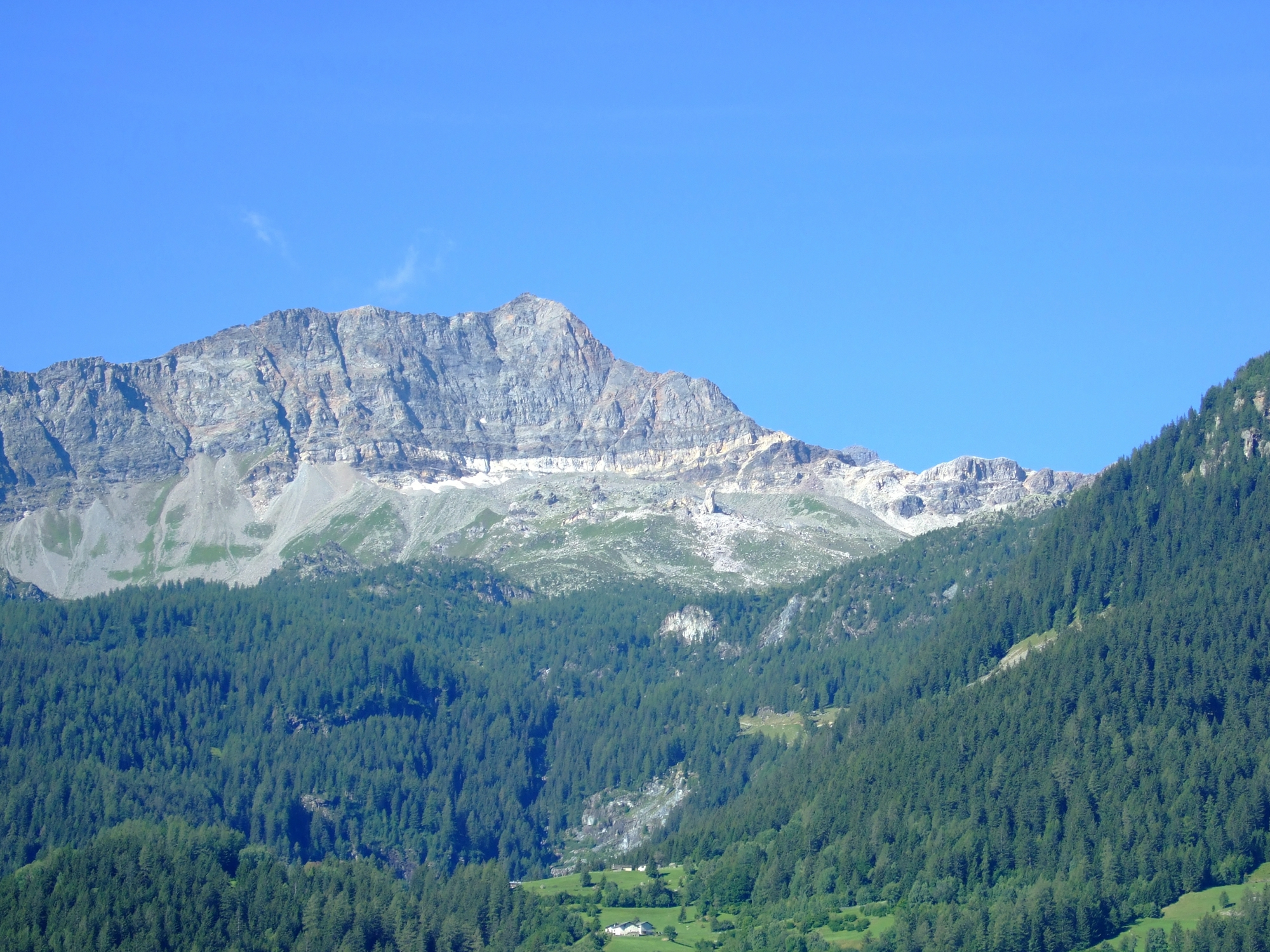
Pizzo Cancian

Il Pizzo Canciano (3.103 m s.l.m. - detto anche Piz Cancian) è una montagna del Gruppo dello Scalino nelle Alpi del Bernina (Alpi Retiche occidentali).

## Descrizione
Si trova sul confine tra l'Italia (Lombardia) e la Svizzera (Canton Grigioni). La montagna è collocata nei pressi del più alto Pizzo Scalino. Si può salire sulla vetta partendo dalla località "Campo Moro" di Lanzada in Val Malenco.